# Ardisia premontana
Ardisia premontana là một loài thực vật thuộc họ Myrsinaceae. Loài này có ở Ecuador và Peru.